# سنجش گوش میانی
سنجش گوش میانی، میان‌گوش‌سنجی یا تمپانومتری (انگلیسی: Tympanometry) نوعی آزمون برای بررسی وضعیت پرده گوش و گوش میانی است. میان‌گوش‌سنجی یک ارزیابی فیزیولوژیک و عینی (آبجکتیو) از عملکرد انتقال مکانیکی صوت توسط ساختارهای گوش میانی به عنوان تابعی از تغییرات فشار هوا در مجرای گوش است.
میان‌گوش‌سنجی به آزمایشی گفته می‌شود که در آن مقدار جنبش‌پذیری دستگاه گوش میانی (پردهٔ صماخ و استخوانچه‌های شنوایی) بوسیله فشارهای هوا در مجرای گوش خارجی اندازه‌گیری می‌شود. این آزمون با استفاده از دستگاه «ایمیتانس ادیومتری» (تمپانومتر) انجام می‌شود. این دستگاه فشارهای مختلف هوا را به گوش اعمال کرده و عملکرد گوش میانی را بررسی می‌کند. این اندازه‌گیری به‌وسیله قرار دادن لوله‌ای در مجرای گوش خارجی به نام کاوشگر (پروب) امپدانس صورت می‌گیرد.
در طی آزمون، پروب بر روی مجرای گوش خارجی عایق شده و دستگاه عبوردهی صوت را با تغییرات فشار بررسی می‌کند. نتایج معمولاً به شکل نمودار (گراف) ترسیم شده و میان‌گوش‌نگار (تیمپانوگرام) نام دارد.